# Olizy-sur-Chiers
Olizy-sur-Chiers település Franciaországban, Meuse megyében. Lakosainak száma 196 fő (2022. január 1.). Olizy-sur-Chiers La Ferté-sur-Chiers, Malandry, Inor, Lamouilly, Martincourt-sur-Meuse, Nepvant és Stenay községekkel határos.

## Népesség
A település népességének változása:
| Lakosok száma | 296  | 226  | 204  | 163  | 193  | 190  | 192  | 197  | 198  | 196  |
|               | 1968 | 1982 | 1990 | 2006 | 2013 | 2015 | 2017 | 2019 | 2020 | 2022 |